# Paul Talman
Paul Talman (Zürich, 14 januari 1932 – Ueberstorf, 21 december 1987) was een Zwitserse schilder, beeldhouwer, graficus en ontwerper.

## Leven en werk
Talman, die oorspronkelijk Thalmann heette, bracht zijn jeugd door in Bern, waar hij een grafische opleiding volgde. Aanvankelijk werkte hij traditioneel, maar door zijn contact met de kunstenaars Daniel Spoerri, Jean Tinguely, Bernhard Luginbühl en Dieter Roth schakelde hij om naar de geometrisch-abstracte kunst, waarbij het accent kwam te liggen op beweging.
In 1961 kwam zijn doorbraak met zijn deelname aan de tentoonstelling "Bewogen Beweging" in het Stedelijk Museum in Amsterdam. In 1962 werd hij lid van de in Parijs zetelende Groupe de Recherche d’Art Visuel (GRAV) van de kunstenaars Julio Le Parc, Francisco Sobrino en François Morellet en in 1965 volgde een belangrijke expositie bij de Byron Gallery in New York. In 1968 werd hij met vier van zijn Kugelbilder uitgenodigd voor de 4.documenta in de Duitse stad Kassel.
In 1973 verhuisde hij met zijn familie naar het voormalige kasteel Überstorf in het Zwitserse kanton Thurgau, waar hij veel van zijn bevriende kunstenaars ontving. Hij was betrokken bij de kunststroming concrete kunst en creëerde kinetische kunst, conceptuele kunst en industrieel design.

## Enkele werken
- 1960/70 : Rollenbilder en Kugelbilder
- 1981 : Rollenwandplastik, Schweizerische Nationalbank in Bern
- 1981 : Die drei Grazien, Kantonalbank Sankt Gallen
- 1985 : The Lady from Shanghai
- 1987 : Säulenplastik en vier Wandbilder, Schweizerische Volksnak in Bazel
- 1987 : Cathedral no. 6 (marmer)[1], bijdrage aan het beeldenpark Il Giardino di Daniel Spoerri van de Zwitserse kunstenaar Daniel Spoerri in Seggiano (regio Toscane)